# Justin Bruening
Justin Bruening (Chadron, 24 de setembro de 1979) é um ator e modelo estadunidense.
Após sua formatura, Bruening mudou-se para San Diego, onde foi descoberto por um agente de modelos numa lanchonete. Seu primeiro trabalho foi num comercial da empresa Abercrombie & Fitch.
Depois do seu primeiro "papel", Bruening começou a estudar teatro até ser convidado por Judy Wilson, diretor da novela All My Children, fazendo o papel de Jamie Martin. Depois de atuações em novelas e séries de televisão como Cold Case e CSI: Miami, Bruening conseguiu o papel principal no filme para televisão Knight Rider (2008), uma derivação da série de televisão Knight Rider como piloto de K.I.T.T., um Ford Mustang Shelby GT500KR equipado com um sistema de inteligência artificial.

## Vida pessoal
- Está casado com a atriz Alexa Havins desde 2005. Conheceram-se nas gravações de All My Children e pedio-a em casamento durante a gravação de um dos episódios.
- Justin é colecionista de sapatos desportivos Converse e é seguidor de series como Dexter, Heroes ou Las Vegas.

## Filmografia
| Ano  | Título            | Papel           | Notas     |
| ---- | ----------------- | --------------- | --------- |
| 2006 | Fat Girls         | Bobby           | Filme     |
| 2008 | Knight Rider      | Mike Traceur    | Telefilme |
| 2010 | Class             | Whitt Sheffield | Telefilme |
| 2012 | Blue-Eyed Butcher | Jeff Wright     | Telefilme |

| Ano             | Título              | Papel                       | Notas                                                   |
| --------------- | ------------------- | --------------------------- | ------------------------------------------------------- |
| 2003–2011       | All My Children     | James Edward "Jamie" Martin |                                                         |
| 2004–2005       | One Life to Live    | Jamie Martin                | 8 episódios                                             |
| 2004            | Hope & Faith        | Jake                        | Episódios: "Hold the Phone" & "Do I Look Frat In This?" |
| 2006            | 3 lbs               | Personal trainer            | Episódio: "The Cutting Edge"                            |
| 2007            | Cold Case           | Spencer Mason               | Episódio: "Thick as Thieves"                            |
| 2007            | CSI: Miami          | Craig Abbott                | Episódio: "My Nanny"                                    |
| 2008–2009       | Knight Rider (2008) | Mike Traceur                | Protagonista                                            |
| 2011            | Wonder Woman        | Steve Trevor                | "Pilot"                                                 |
| 2011            | Castle              | Rod Tredwyck                | Episódio: "The Dead Pool"                               |
| 2011            | State of Georgia    | Brad                        | Episódio: "Flavor of the Week"                          |
| 2011            | CSI:NY              | Hank Fraizer                | Episódio: "Air Apparent"                                |
| 2011–2012       | Ringer              | Tyler Barrett               | 1ª Temporada; 9 episódios                               |
| 2012-2013, 2018 | Grey's Anatomy      | Matthew Taylor              | 9ª,10ª e 14ª temporadas                                 |
| 2013            | Hawaii Five-0       | Billy Harrington            | 4ª Temporada                                            |
| 2013            | Switched at Birth   | Jeff                        | 1ª Temporada                                            |
| 2020            | Sweet Magnolias     | Cal Maddox                  | Elenco Regular                                          |
| 2020            | Lucifer             | DJ Karnal (Jed)             | Episódio "Vai rolar?" Temporada 5                       |